# Micael Galvão
Micael Ferreira Galvão, conhecido como Mica Galvão, (nascido em Manaus, 8 de outubro de 2003) é um competidor de grappling de submissão, luta livre e jiu-jitsu brasileiro (BJJ), faixa-preta, natural do estado brasileiro do Amazonas. Atleta altamente condecorado desde a infância, Galvão foi promovido a faixa-preta em 2021, aos 17 anos, menos de três anos após receber a faixa azul.  Mica é filho e faixa preta do mestre Melqui Galvão, e compete pela academia Fight Sports.

## Infância e educação
Micael Ferreira Galvão nasceu em 8 de outubro de 2003, em Manaus, Brasil. Seu pai, Melquisedeque Galvão, conhecido como Melqui Galvão, foi chefe de investigação da equipe especial antidrogas do Departamento de Polícia de Manaus e faixa-preta em Jiu-jitsu brasileiro (BJJ) e luta livre. O avô de Galvão era um conhecido instrutor de kung fu. Treinado por seu pai, Galvão participou de sua primeira competição de jiu-jitsu brasileiro aos quatro anos de idade. Alguns anos depois, aos dez anos, começou a treinar Luta livre esportiva (também conhecida como luta de submissão brasileira), além de Judô e luta livre estilo livre. Em fevereiro de 2011, seu pai fundou o Projeto Nandinho{{nre|O projeto Nandinho foi inicialmente chamado de "Ferinhas do Jiu-Jítsu" e renomeado "Nandinho" após a morte de um dos alunos em 2012., um programa voltado para crianças e adolescentes de baixa renda interessados em treinar jiu-jitsu brasileiro. A academia inicialmente funcionava na garagem de sua casa e, posteriormente, passou a integrar o Dream Art, outro programa para jovens atletas apoiado pela Alliance Jiu Jitsu na região do Amazonas.
Junto com sua irmã Sammi, os irmãos rapidamente dominaram as principais competições no Amazonas e no Brasil. No Campeonato Amazonense de Jiu-Jitsu de 2015, Galvão, então com 11 anos, finalizou todos os seus adversários, conquistando o título amazonense pela 15ª vez. Em julho de 2015, Galvão e sua irmã deixaram o país pela primeira vez para participar do Campeonato Nacional Americano de Jiu-Jitsu, realizado em Las Vegas.
Os irmãos Galvão ganharam notoriedade no circuito regional de competições por finalizarem adversários mais velhos e mais pesados em "superlutas". Aos 15 anos, Galvão foi promovido a faixa-azul, vencendo o Pan Kids da IBJJF em 2017; um mês depois, durante um torneio conhecido como Copa Podio Orange League Event, no qual juvenis enfrentavam grapplers experientes, Galvão finalizou Leandro Rounaud, ex-campeão adulto faixa-preta do IBJJF Manaus Open. Em janeiro, Galvão venceu o Campeonato Europeu de Jiu-Jitsu da IBJJF, realizado em Portugal, na divisão juvenil faixa-azul peso pesado. Em agosto de 2019, Galvão venceu o Abu Dhabi International Pro Championship, realizado em Manaus, na divisão juvenil faixa-azul até 81 kg (179 lb), enquanto sua irmã Sammi venceu na categoria adulta faixa-roxa até 70 kg (154 lb).
Após completar dezesseis anos, Galvão foi promovido a faixa-roxa e, competindo na categoria adulta, venceu o Abu Dhabi Grand Slam 2019–2020 – Abu Dhabi; menos de um ano depois, em outubro de 2020, foi promovido a faixa-marrom. Em abril de 2021, ele venceu o Abu Dhabi Grand Slam 2020–2021 – Abu Dhabi na divisão até 77 kg (170 lb). Em maio de 2021, Galvão participou do Who's Number 1 (WNO) da FloSports, derrotando por decisão unânime o campeão mundial faixa-preta de jiu-jitsu sem kimono e veterano do ADCC, Dante Leon. Em junho de 2021, foi anunciado que a Fight Sports de Cyborg Abreu firmou uma parceria com o projeto de Melqui Galvão no Brasil, estabelecendo um programa de intercâmbio entre a sede em Miami e a base em Manaus. Galvão anunciou que passaria a representar a equipe Fight Sports em competições futuras. No mesmo ano, como faixa-marrom, Galvão venceu o Abu Dhabi Grand Slam World Pro e o Campeonato Pan de Jiu-Jitsu Sem Kimono da IBJJF de 2021 na divisão peso-médio.
Em 19 de junho de 2021, Galvão competiu no Grand Prix Third Coast Grappling 7, finalizando três faixas-pretas de jiu-jitsu em uma única noite para conquistar o título.

## Carreira como faixa-preta

### 2021
Em 9 de julho de 2021, poucos meses após ser promovido a faixa-preta em luta livre por seu mentor Totonho Aleixo, e apenas nove meses depois de receber sua faixa-marrom de jiu-jitsu brasileiro, Galvão, aos 17 anos, foi promovido a faixa-preta de jiu-jitsu brasileiro por seu pai, Melqui Galvão, em sua academia. Em outubro, ele venceu o Abu Dhabi Grand Slam 2021–2022 – Rio de Janeiro, finalizando todas as suas lutas. Em novembro de 2021, Galvão tornou-se o atleta mais jovem a competir no AJP World Pro Championship na categoria faixa-preta masculina e, em seguida, o competidor mais jovem a vencer o evento, após finalizar todos os seus adversários na divisão até 77 kg (170 lb).
Após derrotar Carlos Andrade no prestigiado Curitiba Open, um torneio que reúne os principais competidores brasileiros, Galvão alcançou um recorde de 12 vitórias por finalização consecutivas. Em setembro de 2021, Galvão perdeu uma luta sem kimono para Tye Ruotolo por decisão dividida no WNO Championship.

### 2022
Em junho de 2022, competindo no Campeonato Mundial como faixa-preta pela primeira vez, Galvão tornou-se, aos 18 anos, o mais jovem campeão mundial de jiu-jitsu ao derrotar Tye Ruotolo, de 19 anos, na final da categoria peso-leve. Posteriormente, ele foi despojado do título após testar positivo para clomifeno e foi suspenso por um ano. Galvão conquistou a medalha de prata no Campeonato Mundial de ADCC 2022, após derrotar Dante Leon – em uma luta na qual Leon perdeu dois pontos nos últimos 10 segundos –, Renato Canuto e Oliver Taza por pontos, mas foi derrotado por Kade Ruotolo na final.

### 2023
Em janeiro de 2023, o pai de Galvão, Melqui, anunciou a separação da equipe Fight Sports para formar uma nova afiliação de jiu-jitsu brasileiro, incluindo uma nova academia em São Paulo. Galvão retornou às competições com kimono após nove meses, conquistando o ouro na divisão peso-médio do Abu Dhabi Grand Slam Tour em Londres, em 12 de março de 2023. Ele foi escalado para uma superluta contra Alexandre de Jesus no evento principal do Majestic BJJ 3, em 1 de abril de 2023. Galvão finalizou de Jesus no evento principal e conquistou o título da promoção na categoria até 83 kg. Galvão foi então convidado para competir no Grand Prix Absoluto do BJJ Stars 10, em 22 de abril de 2023. Ele derrotou Otavio Nalati por pontos na primeira rodada e venceu sua luta nas quartas de final contra Kaynan Duarte por desqualificação. Galvão perdeu para Fellipe Andrew por pontos na semifinal, embora estivesse visivelmente lesionado da luta anterior. Pouco depois, uma ressonância magnética confirmou que Galvão sofreu uma lesão no ligamento colateral medial, ficando afastado das competições por pelo menos 8 a 12 semanas.

## Suspensão por doping
Em abril, Galvão foi despojado de seu título mundial da IBJJF de 2022 após a USADA anunciar que ele testou positivo para a substância proibida Clomifeno em um exame antidoping realizado em conexão com o Campeonato Mundial de Jiu-Jitsu 2022. A USADA determinou que o teste positivo de Galvão foi "causado por uma medicação prescrita em dose terapêutica sob os cuidados de um médico", mas que Galvão não solicitou a necessária isenção para uso terapêutico. Galvão aceitou uma suspensão de um ano, com início em 22 de julho de 2022.

## Retorno às competições
Galvão retornou às competições após se recuperar de sua lesão no CBJJE São Paulo Open 2023, em 29 de julho, conquistando a medalha de ouro na divisão peso-médio-pesado. Em 5 de agosto de 2023, Galvão voltou às competições da IBJJF, conquistando medalhas de ouro na divisão peso-leve com kimono e na divisão peso-médio-pesado sem kimono do IBJJF Vitória Open 2023. Ele competiu novamente no IBJJF Floripa Winter Open 2023, nos dias 12 e 13 de agosto, conquistando medalhas de ouro na divisão peso-médio, tanto com quanto sem kimono.
Galvão participou de um torneio com quatro competidores pelo título peso-meio-médio do Who's Number One, no evento WNO: Night of Champions, em 1 de outubro de 2023. Ele venceu ambas as lutas e foi coroado campeão. Galvão venceu a divisão peso-médio sem kimono no IBJJF São Paulo Open 2023, em 19 de novembro de 2023.
Galvão estava escalado para defender seu título meio-médio do Who's Number One contra Kody Steele no WNO 21: Ryan vs Barbosa, em 30 de novembro de 2023. Ele venceu a luta por finalização, com um mata-leão. Após a vitória, Galvão anunciou que faria sua segunda defesa de título contra Nicky Ryan no WNO 22, em 9 de fevereiro de 2024.
Galvão representou a Equipe Modolfo na divisão até 83 kg na Final da AIGA Champions League 2023, nos dias 13 e 14 de dezembro. Ele não competiu na semifinal, mas venceu sua luta final por finalização, ajudando a Equipe Modolfo a conquistar o torneio.

### 2024
Galvão anunciou no início de 2024 que subiria para a categoria peso-médio após defender seu título meio-médio do Who's Number One no início do ano. Em seu primeiro evento do ano, conquistou o Campeonato Europeu da IBJJF na categoria peso-médio, em 27 de janeiro de 2024. 
Nicky Ryan desistiu da luta pelo título meio-médio contra Galvão no Who's Number One 22 e foi substituído por Kenta Iwamoto. Galvão venceu a luta por finalização, mantendo o título.
Galvão conquistou a medalha de ouro na divisão peso-médio do Campeonato Pan-Americano da IBJJF 2024, em 24 de março de 2024.
Galvão foi escalado para defender seu título meio-médio do Who's Number One contra Tommy Langaker no WNO 23, em 10 de maio de 2024. Ele desistiu devido a uma lesão e foi substituído por Andrew Tackett.
Galvão venceu a divisão peso-leve do Campeonato Mundial da IBJJF 2024, em 1 de junho de 2024.  Essa medalha de ouro completou seu Grand Slam da IBJJF para o ano. 
Galvão competiu contra Davi Ramos no evento principal do BJJ Stars 13: Vikings Edition, em 3 de agosto de 2024. Ele venceu a luta por pontos.
Galvão foi convidado para competir na divisão até 77 kg do Campeonato Mundial de Luta de Submissão ADCC 2024, nos dias 17 e 18 de agosto de 2024. Ele finalizou Luiz Paulo na primeira rodada, venceu Oliver Taza e PJ Barch por decisão e, em seguida, finalizou Vagner Rocha para conquistar a medalha de ouro. Com isso, Galvão tornou-se a segunda pessoa a conquistar o Super Grand Slam do esporte em 2024. Ele também competiu na divisão absoluto masculino, finalizando Elder Cruz na primeira rodada e sendo finalizado por Dante Leon nas quartas de final.

### 2025
Galvão competiu no grand prix peso-médio sem kimono do BJJ Stars 15, em 26 de abril de 2025. Ele venceu todas as três lutas e conquistou o título.

## Resumo competitivo de jiu-jitsu brasileiro
Principais conquistas (faixa-preta):
- Campeão Mundial da IBJJF (2022) (desqualificado[f])
- Campeão do CBJJ Brazilian Nationals (2022)
- Campeão do Grand Prix Peso-Médio do BJJ Stars (2022)[72]
- Campeão do Grand Prix Peso-Médio do Third Coast Grappling (2021)[21]
- Campeão das Seletivas Brasileiras do ADCC Balneário (2021)[73]
- Campeão do AJP Abu Dhabi World Pro (2021)
- Campeão do AJP Grand Slam, RJ (2021)
- 2º lugar no Campeonato Mundial de Luta de Submissão ADCC (2022[29])</ref>
- 2º lugar no WNO Championship (2021)
- Principais conquistas (faixas coloridas):[1]

- Campeão do IBJJF Pan No-Gi (2021 faixa-marrom)
- Campeão do AJP World Pro (2021 faixa-marrom)
- Vencedor do AJP World Pro Qualifier BR (2021 faixa-marrom)
- Campeão do AJP Grand Slam, AD (2020 faixa-roxa, 2021 faixa-marrom)
- 2º lugar no WNO Championship (2021)
- Principais conquistas (juvenil):[1]

- Campeão Mundial Juvenil da IBJJF (2019[g])
- Campeão Pan-Americano Juvenil da IBJJF (2019[g])
- Campeão Europeu Juvenil da IBJJF (2019[g])
- Campeão Sul-Americano Juvenil da IBJJF (2019[g])
- Campeão do CBJJ Brazilian Nationals Juvenil (2019[g])
- Campeão do CBJJ Brazilian Nationals Junior (2015)
- Campeão do CBJJ Brazilian Nationals Teen (2016)

## Linhagem de instrutores
Carlos Gracie → Helio Gracie → Royler Gracie → Augusto Monteiro → Ronnie Melo → Melquisedeque Galvão → Micael Galvão

## Vida pessoal
Galvão declarou que sua preocupação com o bem-estar animal o levou a adotar uma dieta vegetariana, afirmando que seu plano alimentar beneficiou seu desempenho atlético.
Ele mantém um relacionamento com Amit Elor, a americana mais jovem a conquistar uma medalha de ouro olímpica em luta livre e a vencer um título sênior no Campeonato Mundial de Luta Livre.
Em 2024, Galvão anunciou sua intenção de representar o Brasil em luta livre nos Jogos Olímpicos.
Em 2025, Galvão alistou-se no Exército Brasileiro e atualmente detém a patente de Terceiro Sargento.

## Ver Também
- Paulo Miyao
- André Galvão
- Gabi Pessanha